# Amin al-Hafiz (premier Libanu)
Amin Isma’il al-Hafiz (arab. أمين الحافظ, ur. 1926 w Trypolisie, zm. 13 lipca 2009 w Bejrucie) – libański polityk, premier Libanu w 1973 roku.